# José María Piñar
José María Piñar y Miura (Sevilla, 1911 - Sevilla, 2002) fue un político español que desempeñó el cargo de Alcalde de Sevilla durante la dictadura de Francisco Franco, en el periodo comprendido entre 1947 y 1952. Tras presentar la dimisión por iniciativa propia en febrero de 1952, fue sustituido por Jerónimo Domínguez y Pérez de Vargas.
Licenciado en ciencias químicas, dirigió el Instituto de la Grasa de Sevilla y desempeñó diversos cargos, entre ellos consejero de la empresa Cerámica Pickman La Cartuja de Sevilla, rector de la Universidad Laboral (1957) y presidente del Real Automóvil Club de Andalucía. Muy aficionado al deporte, fue presidente de la Federación Andaluza de Fútbol entre 1956 y 1965, también formó parte del comité organizador de las Bodas de Oro del Real Betis Balompié en 1958.
| Predecesor: Rafael de Medina y Vilallonga | Alcalde de Sevilla 1947-1952 | Sucesor: Jerónimo Domínguez y Pérez de Vargas |